# Nappy Lamare
Nappy Lamare (* 14. Juni 1907 in New Orleans als Hilton Napoleon Lamare; † 8. Mai 1988 in Santa Clarita) war ein US-amerikanischer Jazzmusiker (Banjo, Gitarre, Gesang).

## Leben und Wirken
Lamare begann seine Musikerkarriere in New Orleans bei den Midnight Serenaders, arbeitete aber auch bei Monk Hazel, Johnny Wiggs, Sharkey Bonano und Ray Bauduc. Lamare ist vermutlich am besten durch seine Arbeit mit der Band von Ben Pollack (zwischen 1930 und 1935) und mit der Band von Bob Crosby (1935 bis 1943) bekannt. Anschließend spielte er bei Julia Lee, mit der er 1947 mit „Gotta Gimme Whatcha Out“, #3) einen Hit in den R&B-Charts hatte. 1947 wurde er Teilhaber eines Club 47 in Los Angeles, 1948 arbeitete er für Johnny Dodds. 1950 hatte Lamare mit seiner Band, den Straw Hat Strutters, eine Fernsehshow und war dann fünf Jahre mit der Band auf Tournee. Anschließend leitete er mit Ray Bauduc die Riverboat Dandies. Nach einem Autounfall in den 1960ern musste er zunächst seine Arbeit unterbrechen, blieb aber weiter aktiv. So war er in den 1970ern mit The World’s Greatest Jazz Band auf Tour und kam mit Bob Crosby nach Europa. Lamare starb in Newhall, einem Stadtteil von Santa Clarita.